# Temporada 2020 de la Copa Mundial de MotoE
La temporada 2020 de la Copa Mundial de MotoE fue la segunda temporada de dicha competición de motos eléctricas y formó parte de la 72.ª temporada del Campeonato del Mundo de Motociclismo.

## Equipos y pilotos
| Equipo                      | Constructor | Modelo             | N.º | Piloto             | Rondas |
| --------------------------- | ----------- | ------------------ | --- | ------------------ | ------ |
| Tech3 E-racing              | Energica    | Energica Ego Corsa | 35  | Lukas Tulovic      | 1-7    |
| Tech3 E-racing              | Energica    | Energica Ego Corsa | 70  | Tommaso Marcon     | 1-7    |
| LCR E-Team                  | Energica    | Energica Ego Corsa | 10  | Xavier Siméon      | 1-7    |
| LCR E-Team                  | Energica    | Energica Ego Corsa | 7   | Niccolò Canepa     | 1-7    |
| Octo Pramac MotoE           | Energica    | Energica Ego Corsa | 5   | Alex De Angelis    | 1-7    |
| Octo Pramac MotoE           | Energica    | Energica Ego Corsa | 16  | Joshua Hook        | 1-7    |
| Openbank Aspar Team         | Energica    | Energica Ego Corsa | 6   | María Herrera      | 1-7    |
| Openbank Aspar Team         | Energica    | Energica Ego Corsa | 55  | Alejandro Medina   | 1-7    |
| Avintia Esponsorama Racing  | Energica    | Energica Ego Corsa | 20  | Xavier Cardelús    | 1-7    |
| Avintia Esponsorama Racing  | Energica    | Energica Ego Corsa | 51  | Eric Granado       | 1-7    |
| Trentino Gresini MotoE      | Energica    | Energica Ego Corsa | 11  | Matteo Ferrari     | 1-7    |
| Trentino Gresini MotoE      | Energica    | Energica Ego Corsa | 61  | Alessandro Zaccone | 1-7    |
| Pons Racing 40              | Energica    | Energica Ego Corsa | 40  | Jordi Torres       | 1-7    |
| Dynavolt Intact GP          | Energica    | Energica Ego Corsa | 77  | Dominique Aegerter | 1-7    |
| Ongetta SIC58 Squadra Corse | Energica    | Energica Ego Corsa | 27  | Mattia Casadei     | 1-7    |
| Avant Ajo MotoE             | Energica    | Energica Ego Corsa | 66  | Niki Tuuli         | 1-7    |
| EG 0,0 Marc VDS             | Energica    | Energica Ego Corsa | 63  | Mike Di Meglio     | 1-7    |
| WithU Motorsport MotoE Team | Energica    | Energica Ego Corsa | 84  | Jakub Kornfeil     | 1-7    |
| Fuente:                     |             |                    |     |                    |        |

### Cambios de pilotos
- Xavier Cardelús se unió a Avintia Esponsorama Racing para reemplazar a Xavier Siméon, quien se fue a LCR E-Team para reemplazar Randy de Puniet.
- Dominique Aegerter debutó con Liqui Moly Intact GP para reemplazar a Jesko Raffin, quien regresó a una entrada de tiempo completo en Moto2.
- Jordi Torres reemplazó a Sete Gibernau en Join Contract Pons 40.
- Alejandro Medina se unió al Openbank Áspar Team para reemplazar Nicolás Terol.
- Lukas Tulovic y Tommaso Marcon reemplazaron Kenny Foray y Héctor Garzó en Tech3 E-racing.
- Alessandro Zaccone reemplazó a Lorenzo Savadori en Trentino Gresini MotoE
- Bradley Smith deja MotoE para ocupar el puesto de Andrea Iannone en MotoGP, en su puesto estará Jakub Kornfeil

## Calendario

### Calendario Provisional
Los siguientes Grandes Premios estaban programados en el calendario provisional de 2020.
| Ronda | Gran Premio                                         | Circuito                                                | Fecha            |
| ----- | --------------------------------------------------- | ------------------------------------------------------- | ---------------- |
| 1     | Gran Premio de España                               | Circuito de Jerez, Jerez de la Frontera                 | 3 de mayo        |
| 2     | TT Asen                                             | Circuito de Assen, Assen                                | 28 de junio      |
| 3     | Grand Prix von Österreich                           | Red Bull Ring, Spielberg                                | 16 de agosto     |
| 4     | Gran Premio di San Marino e della Riviera di Rimini | Misano World Circuit Marco Simoncelli, Misano Adriatico | 12 de septiembre |
| 5     | Gran Premio di San Marino e della Riviera di Rimini | Misano World Circuit Marco Simoncelli, Misano Adriatico | 13 de septiembre |
| 6     | Gran Premio de la Comunitat Valenciana              | Circuito Ricardo Tormo, Cheste                          | 14 de noviembre  |
| 7     | Gran Premio de la Comunitat Valenciana              | Circuito Ricardo Tormo, Cheste                          | 15 de noviembre  |

### Calendario definitivo
Debido a la pandemia del coronavirus, un calendario revisado se hizo público el 11 de junio de 2020.
| Ronda | Gran Premio                                             | Circuito                                                | Fecha            |
| ----- | ------------------------------------------------------- | ------------------------------------------------------- | ---------------- |
| 1     | Gran Premio Red Bull de España                          | Circuito de Jerez, Jerez de la Frontera                 | 19 de julio      |
| 2     | Gran Premio Red Bull de Andalucía                       | Circuito de Jerez, Jerez de la Frontera                 | 26 de julio      |
| 3     | Gran Premio di San Marino e della Riviera di Rimini     | Misano World Circuit Marco Simoncelli, Misano Adriatico | 13 de septiembre |
| 4     | Gran Premio di Emilia Romagna e della Riviera di Rimini | Misano World Circuit Marco Simoncelli, Misano Adriatico | 19 de septiembre |
| 5     | Gran Premio di Emilia Romagna e della Riviera di Rimini | Misano World Circuit Marco Simoncelli, Misano Adriatico | 20 de septiembre |
| 6     | SHARK Helmets Grand Prix de France                      | Circuito de Bugatti, Le Mans                            | 10 de octubre    |
| 7     | SHARK Helmets Grand Prix de France                      | Circuito de Bugatti, Le Mans                            | 11 de octubre    |

### Cambios del calendario a causa de la pandemia COVID-19
El calendario de la temporada se ha visto significativamente afectado por la pandemia de COVID-19, lo que ha provocado la cancelación o el aplazamiento de muchas carreras y un retraso general en el inicio de la temporada.
- El Gran Premio de España se pospuso el 26 de marzo con una fecha de reemplazo, pero finalmente se realizó el 19 de julio.
- El Gran Premio de los Países Bajos se pospuso el 23 de abril, después el gobierno holandés anunciara la prohibición de todos los eventos en masa hasta al menos el 1 de septiembre, así que finalmente ha sido cancelado.
- El Gran Premio de Andalucía se incorporó en el calendario para el 26 de junio.
- El Gran Premio de la Emilia Romana y de la Riviera de Rimini ha entrado en el calendario substituyendo el Gran Premio de los Países Bajos, ya que fue cancelado.
- El  Gran Premio de Francia, entró substituyendo el  Gran Premio de la Comunidad Valenciana

## Resultados y Clasificación

### Resultados por Gran Premio
| Ronda | Gran Premio                     | E-Pole             | Vuelta rápida                 | Piloto ganador     | Equipo ganador             |
| ----- | ------------------------------- | ------------------ | ----------------------------- | ------------------ | -------------------------- |
| 1     | Gran Premio de España           | Eric Granado       | Eric Granado (Vuelta 2)       | Eric Granado       | Avintia Esponsorama Racing |
| 2     | Gran Premio de Andalucía        | Dominique Aegerter | Eric Granado (Vuelta 4)       | Dominique Aegerter | Dynavolt Intact GP         |
| 3     | Gran Premio de San Marino       | Matteo Ferrari     | Dominique Aegerter (Vuelta 3) | Matteo Ferrari     | Trentino Gresini MotoE     |
| 4     | Gran Premio de la Emilia Romaña | Jordi Torres       | Alex De Angelis (Vuelta 2)    | Dominique Aegerter | Dynavolt Intact GP         |
| 5     | Gran Premio de la Emilia Romaña | Dominique Aegerter | Jordi Torres (Vuelta 2)       | Matteo Ferrari     | Trentino Gresini MotoE     |
| 6     | Gran Premio de Francia          | Jordi Torres       | Niki Tuuli (Vuelta 4)         | Jordi Torres       | Pons Racing 40             |
| 7     | Gran Premio de Francia          | Jordi Torres       | Niki Tuuli (Vuelta 6)         | Niki Tuuli         | Avant Ajo MotoE            |

### Campeonato de Pilotos
Sistema de puntuación
Los puntos se reparten entre los quince primeros clasificados en acabar la carrera. 
Sistema de puntuación de 1993 hasta 2022:
| Posición | 1.º | 2.º | 3.º | 4.º | 5.º | 6.º | 7.º | 8.º | 9.º | 10.º | 11.º | 12.º | 13.º | 14.º | 15.º |
| Puntos   | 25  | 20  | 16  | 13  | 11  | 10  | 9   | 8   | 7   | 6    | 5    | 4    | 3    | 2    | 1    |

| Pos. | Piloto             | SPA | AND | SMR | ERM | ERM | FRA | FRA | Puntos |
| ---- | ------------------ | --- | --- | --- | --- | --- | --- | --- | ------ |
| 1    | Jordi Torres       | 6   | 2   | 4   | 2   | 3   | 1   | 6   | 114    |
| 2    | Matteo Ferrari     | 2   | Ret | 1   | 3   | 1   | Ret | 5   | 97     |
| 3    | Dominique Aegerter | 3   | 1   | 3   | 1   | 16  | 14  | 4   | 97     |
| 4    | Mike Di Meglio     | 10  | 7   | 6   | Ret | 6   | 2   | 2   | 75     |
| 5    | Mattia Casadei     | 5   | 3   | 5   | 4   | 2   | Ret | 13  | 74     |
| 6    | Niki Tuuli         | 11  | DNS | 17  | 13  | 12  | 3   | 1   | 53     |
| 7    | Eric Granado       | 1   | 13  | 10  | Ret | 7   | 6   | Ret | 53     |
| 8    | Joshua Hook        | 9   | 8   | 18  | 8   | Ret | 4   | 3   | 52     |
| 9    | Niccolò Canepa     | 13  | 5   | 11  | 6   | 4   | Ret | 7   | 51     |
| 10   | Xavier Siméon      | 8   | 9   | 2   | Ret | 14  | Ret | 8   | 45     |
| 11   | Lukas Tulovic      | 4   | 6   | 12  | Ret | 15  | 10  | 11  | 39     |
| 12   | Alessandro Zaccone | DNS | Ret | 7   | 10  | 5   | 9   | 12  | 37     |
| 13   | Alejandro Medina   | 7   | Ret | 13  | 7   | 9   | 8   | Ret | 36     |
| 14   | Alex de Angelis    | 17  | 4   | 8   | Ret | 8   | 12  | 14  | 35     |
| 15   | Xavier Cardelús    | 14  | 10  | 14  | 9   | 10  | 11  | 10  | 34     |
| 16   | Tommaso Marcon     | 12  | Ret | 9   | 5   | Ret | 5   | Ret | 33     |
| 17   | María Herrera      | 15  | 11  | 15  | 11  | 11  | 7   | 9   | 33     |
| 18   | Jakub Kornfeil     | 16  | 12  | 16  | 12  | 13  | 13  | 15  | 15     |
| Pos. | Piloto             | SPA | AND | SMR | ERM | ERM | FRA | FRA | Puntos |

| Color     | Resultado                                                               |
| --------- | ----------------------------------------------------------------------- |
| Oro       | Ganador                                                                 |
| Plata     | 2.ª plaza                                                               |
| Bronce    | 3.ª plaza                                                               |
| Verde     | Finalizó en los puntos                                                  |
| Azul      | Finalizó sin puntos                                                     |
| Azul      | NC - No clasificado                                                     |
| Violeta   | Ret - No terminó (Carrera)                                              |
| Rojo      | DNQ - No se clasificó                                                   |
| Negro     | DSQ - Descalificado                                                     |
| Blanco    | DNS - No empezó (carrera)                                               |
| Blanco    | WD - Retirado (fin de semana)                                           |
| Blanco    | C - Carrera cancelada                                                   |
| Sin color | DNP - Inscrito pero no participó                                        |
| Sin color | INJ - Lesionado                                                         |
| Sin color | EX - Excluido                                                           |
| Estado    | Resultado                                                               |
| Negrita   | Pole position                                                           |
| Cursiva   | Vuelta rápida                                                           |
| †         | Abandona, pero clasifica al completar el porcentaje requerido para ello |

### Campeonato de Equipos
| Pos. | Equipo                      | N.º | SPA | AND | SMR | ERM | ERM | FRA | FRA | Puntos |
| ---- | --------------------------- | --- | --- | --- | --- | --- | --- | --- | --- | ------ |
| 1    | Trentino Gresini MotoE      | 11  | 2   | Ret | 1   | 3   | 1   | Ret | 5   | 134    |
| 1    | Trentino Gresini MotoE      | 61  | DNS | Ret | 7   | 10  | 5   | 9   | 12  | 134    |
| 2    | Pons Racing 40              | 40  | 6   | 2   | 4   | 2   | 3   | 1   | 6   | 114    |
| 3    | Dynavolt Intact GP          | 77  | 3   | 1   | 3   | 1   | 16  | 14  | 4   | 97     |
| 4    | LCR E-Team                  | 10  | 8   | 9   | 2   | Ret | 14  | Ret | 8   | 96     |
| 4    | LCR E-Team                  | 59  | 13  | 5   | 11  | 6   | 4   | Ret | 7   | 96     |
| 5    | Avintia Esponsorama Racing  | 20  | 14  | 10  | 14  | 9   | 10  | 11  | 10  | 87     |
| 5    | Avintia Esponsorama Racing  | 51  | 1   | 13  | 10  | Ret | 7   | 6   | Ret | 87     |
| 6    | Octo Pramac MotoE           | 5   | 17  | 4   | 8   | Ret | 8   | 12  | 14  | 87     |
| 6    | Octo Pramac MotoE           | 16  | 9   | 8   | 18  | 8   | Ret | 4   | 3   | 87     |
| 7    | EG 0,0 Marc VDS             | 63  | 10  | 7   | 6   | Ret | 6   | 2   | 2   | 75     |
| 8    | Ongetta SIC58 Squadra Corse | 27  | 5   | 3   | 5   | 4   | 2   | Ret | 13  | 74     |
| 9    | Tech3 E-Racing              | 35  | 4   | 6   | 12  | Ret | 15  | 10  | 11  | 72     |
| 9    | Tech3 E-Racing              | 70  | 12  | Ret | 9   | 5   | Ret | 5   | Ret | 72     |
| 10   | Openbank Aspar Team         | 6   | 15  | 11  | 15  | 11  | 11  | 7   | 9   | 69     |
| 10   | Openbank Aspar Team         | 55  | 7   | Ret | 13  | 7   | 9   | 8   | Ret | 69     |
| 11   | Avant Ajo MotoE             | 66  | 11  | DNS | 17  | 13  | 12  | 3   | 1   | 53     |
| 12   | WithU Motorsport MotoE Team | 84  | 16  | 12  | 16  | 12  | 13  | 13  | 15  | 15     |
| Pos. | Equipo                      | N.º | SPA | AND | SMR | ERM | ERM | FRA | FRA | Puntos |